# Agua de Annique
Gli Agua de Annique sono un gruppo musicale incentrato sulla figura della cantante olandese Anneke van Giersbergen.

## Storia del gruppo

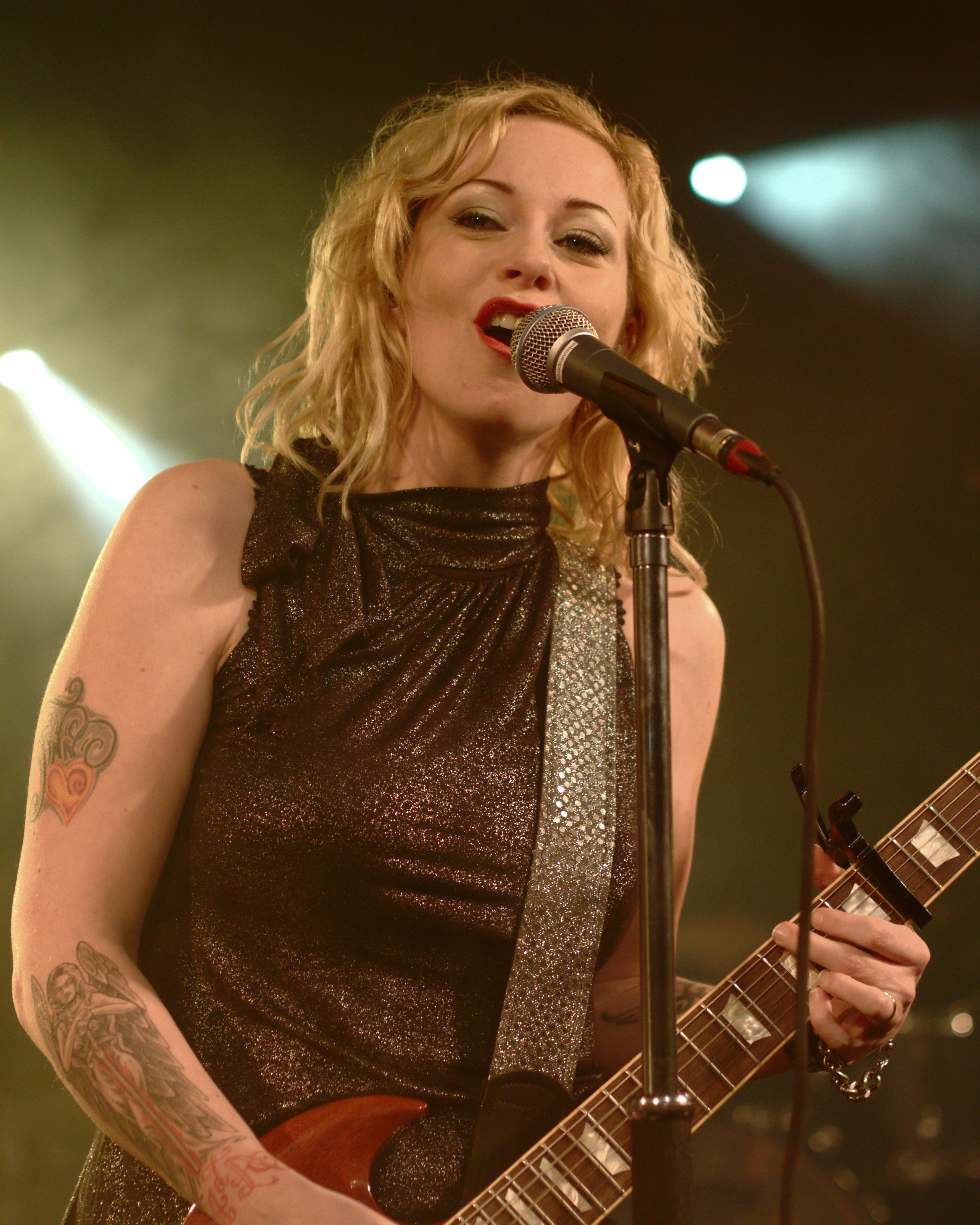
Anneke van Giersbergen in concerto

La nascita del gruppo è stata annunciata nell'estate 2007, nello stesso periodo in cui Anneke van Giersbergen si è separata dal suo storico gruppo, i The Gathering.
Il primo album a nome Agua de Annique è stato pubblicato nel 2007 e si chiama Air. Oltre ad Anneke, su questo album hanno lavorato Joris Dirks, Jacques de Haard e Rob Snijders.
Il successivo Pure Air contiene alcuni brani già presenti in Air e rifatti con altri artisti.
Nell'ottobre 2009 è la volta di In Your Room.
Nel 2010 il gruppo cambia radicalmente la line-up, eccezion fatta ovviamente che per Anneke. Poco tempo dopo infatti Anneke ha firmato un contratto come solista per la PIAS Recordings. Tuttavia nel 2010 viene pubblicato un album live a nome Anneke van Giersbergen & Agua de Annique.
Nel 2012, con la pubblicazione dell'album Everything Is Changing, Anneke von Giersbergen ha deciso di pubblicare il disco con il proprio nome. Tuttavia il gruppo, seppur modificato nella formazione (rimane solo Rob Snijders), continua a lavorare con l'artista.

## Formazione
- Anneke van Giersbergen - voce, piano, chitarre

Altri componenti
- Rob Snijders - batteria (dal 2007)
- Annelies Kuijsters - tastiere, cori (dal 2009)
- Joost van Haaren - basso (dal 2010)
- Ferry Duijsens - chitarre (dal 2011)
- Gijs Coolen - chitarre (dal 2011)

Ex membri
- Thomas Martens - chitarre (2010-2011)
- Jacques de Haard - basso (2007-2010)
- Joris Dirks - chitarre, voce (2007-2010)

## Discografia
Album
- Air (2007)
- Pure Air (2009)
- In Your Room (2009)
- Live in Europe (2010)